# Tanti
Tanti è una città dell'Argentina, appartenente al dipartimento di Punilla nella provincia di Córdoba.

## Storia
Situata ad ovest della Valle di Punilla, a circa 50 chilometri dal capoluogo di provincia, la città di Córdoba, ha 6 554 abitanti. Come la maggioranza delle piccole cittadine nella valle, è un'area turistica, con attrazioni naturali quali colline e ruscelli ma anche edifici storici coloniali e rovine risalenti all'epoca precolombiana.
La città fu ufficialmente fondata il 23 marzo 1848, con la costruzione di una cappella dedicata a Nostra Signora del Rosario. Insediamenti popolati comunque esistivano in quell'area già dal XVI secolo. A quel tempo la regione era un ranch conosciuto come Merced de Quisquizacate. Nella seconda metà del XVII secolo Juan Liendo acquistò le terre e le utilizzò come tre ranch separati: Santa Ana, Tanti e Tanticuchu.

## Los Chorrillos
La principale attrattiva del paese sono le cascate Los Chorrillos, alte 110 metri.

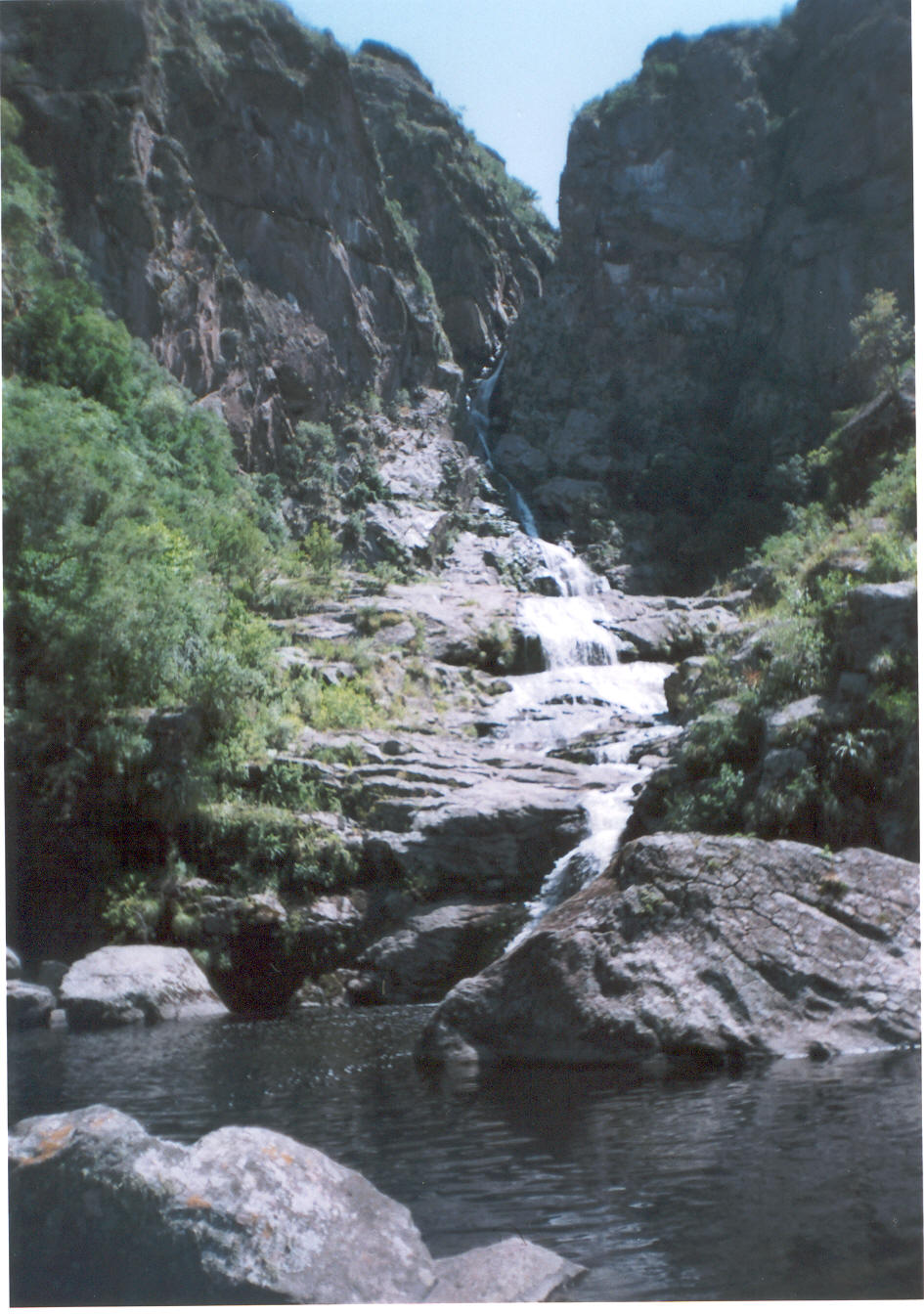
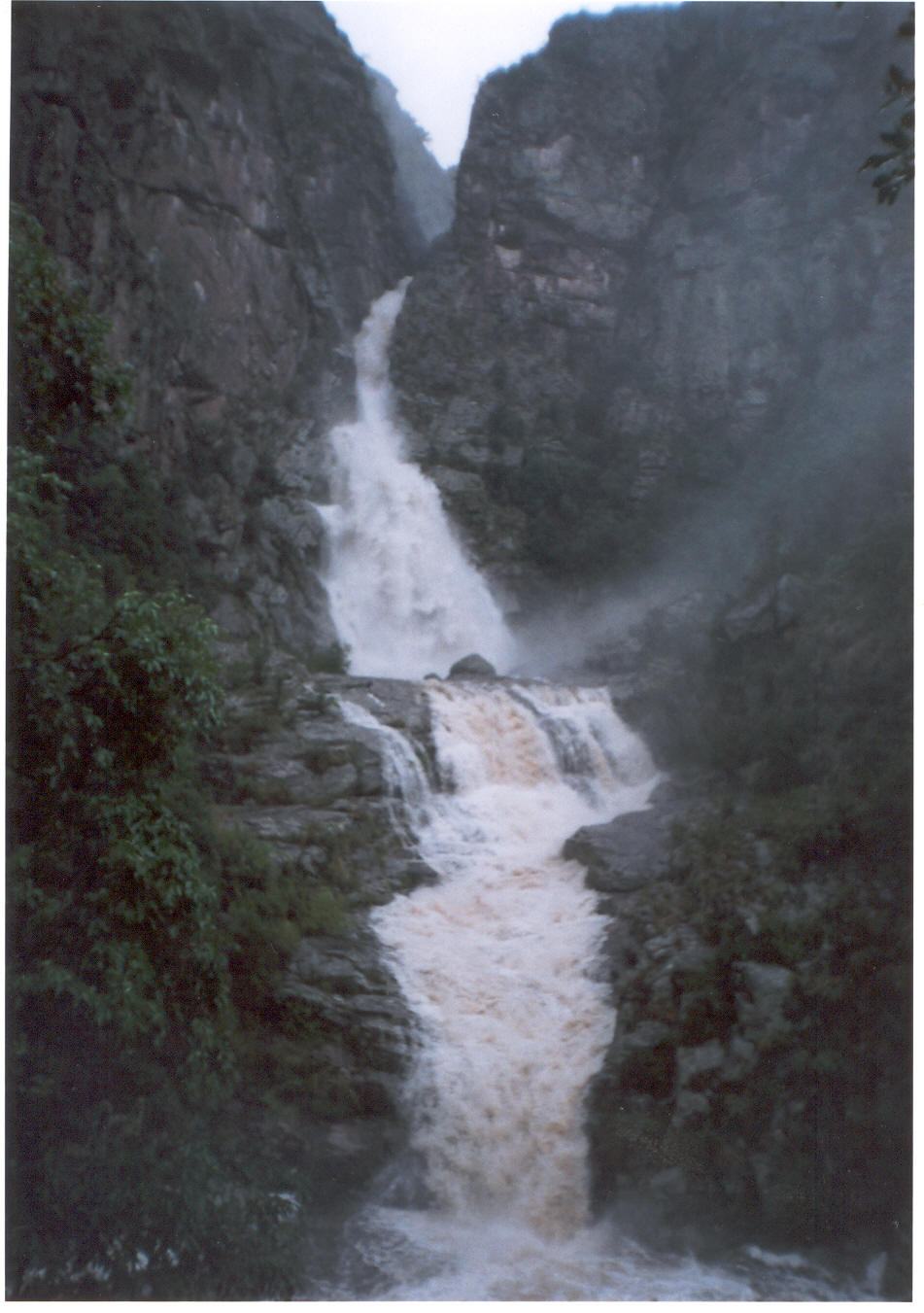
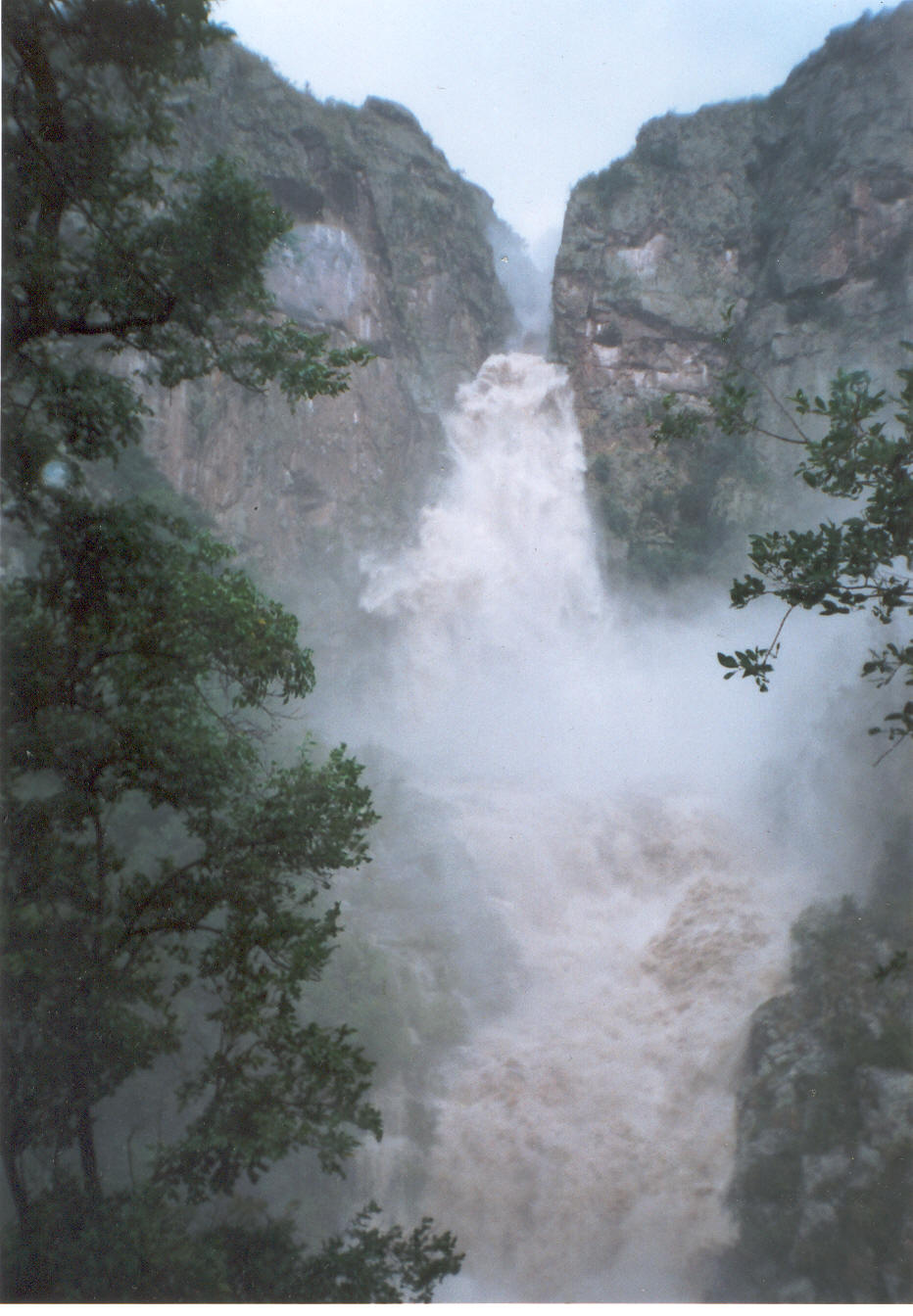